# Dactylochelifer minor
Espèce
Dactylochelifer minor est une espèce de pseudoscorpions de la famille des Cheliferidae.

## Distribution
Cette espèce est endémique du Kazakhstan. Elle se rencontre vers le Sūlysor Köli dans l'oblys de Pavlodar.

## Publication originale
- Dashdamirov & Schawaller, 1995 : Pseudoscorpions from Middle Asia, Part 4 (Arachnida: Pseudoscorpiones). Stuttgarter Beiträge zur Naturkunde, sér. A, vol. 522, p. 1-24 (texte intégral).